# Microfilo

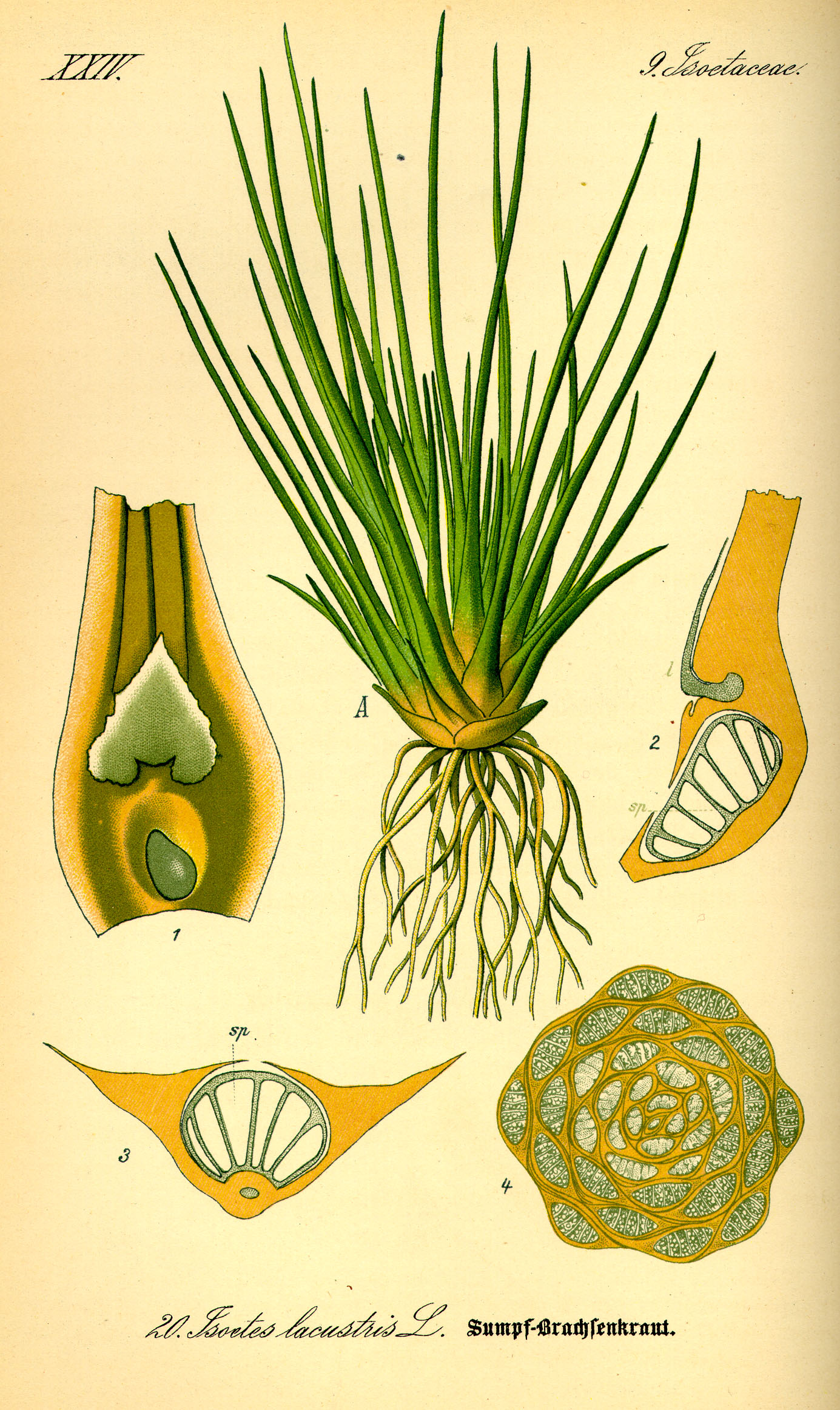
Microfilos en Isoetes lacustris.

En botánica, un microfilo (de griego «hoja pequeña») se define como un apéndice que está abastecido por un solo nervio sin ramificar. Son hojas reducidas, enteras, desprovistas de pecíolo, sin vascularización o con venación reducida a una vena que en algunas especies no sobrepasa la base. Se encuentran por ejemplo en Selaginella y Lycopodium.   En algunos vástagos dorsiventrales hay anisofilia, o sea que en el mismo sector del tallo, se forman hojas diferentes en forma y tamaño en el lado superior y a los lados del mismo.
A pesar de su nombre, los microfilos no son siempre pequeños. Los que presentan las especies de Isoetes, por ejemplo, llegan a tener varios centímetros de longitud, y los del género extinto Lepidodendron llegaban a más de 20 cm. 
Teniendo en cuenta este concepto, las psilotopsidas, licofitas y equisetopsidas presentan microfilos debido a que  todas las especies que existen actualmente de esos taxa llevan un solo haz vascular en cada hoja.